# Ten, kdo stojí v koutě
Ten, kdo stojí v koutě (The Perks of Being a Wallflower) je román, který napsal americký spisovatel, scenárista a filmový režisér Stephen Chbosky. Kniha vyšla v originálním vydání v nakladatelství Pocket Books roku 1999. 

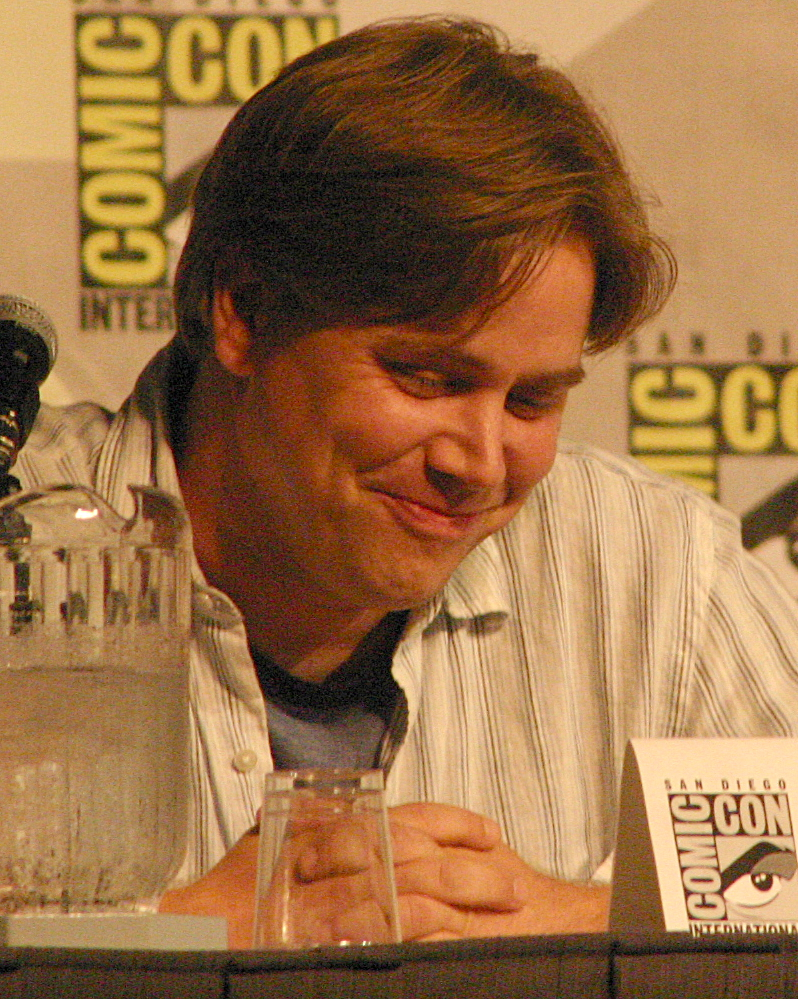
Autor knihy: Stephen Chbosky na Comic Con SD 2006

Román odehrávající se na počátku 90. let sleduje Charlieho, introvertního a všímavého teenagera, v průběhu jeho prvního roku na střední škole na předměstí v  Pittsburghu. Román se zabývá stylem Charlieho myšlení, když se pohybuje na rozhraní mezi světy dospívajících a dospělých. Chboskymu trvalo 5 let, než vyvinul a vydal Ten, kdo stojí v koutě  , při tvorbě postav a jistých aspektů příběhu se inspiroval vlastním životem. 
Román se zabývá tématy dospívání, včetně  sexuality, užívání  drog, znásilnění a  duševního zdraví, a zároveň uvádí několik odkazů na pár dalších literárních děl, filmů a popkulturu obečně. Kvůli zmíněným tématům byl pro svůj obsah zakázán na některých školách v Americe. 
V roce 2012 byla natočena filmová adaptace (česky distribuován jako Charlieho malá tajemství) a s ní vyšlo i první české vydání, v překladu  Vratislava Kadlece. Díky tomuto filmu byly zvýšeny prodeje románu a kniha se dostala na seznam The New York Times Best Seller.

## Děj
Kniha začíná s nástupem Charlieho na střední školu. Charlie je nervózní z toho, že začíná první rok v novém prostředí. Je stydlivý a není schopen si najít žádné přátele, v první den se seznámí pouze se svým učitelem angličtiny, panem Andersonem.
Poté se Charlie spřátelí i se dvěma maturanty, Sam a jejím nevlastním bratrem Patrickem. Po fotbalovém zápase ho přivedou na středoškolský večírek a pak dokonce i na house party. Charlie nevědomky sní marihuanovou sušenku a je zdrogovaný. Přizná Sam, že jeho nejlepší kamarád spáchal před rokem sebevraždu. Charlie také přistihne Patricka a Brada, populárního sportovce, jak se líbají v pokoji. Sam si uvědomí, že Charlie nemá žádné další přátele a učiní Charlieho částí jejich skupiny. Charlie souhlasí, že pomůže Sam připravit se na testy SAT, aby se mohla přihlásit na státní univerzitu v Pensylvánii. Při cestě domů z večírku ti tři jedou v tunelu, Sam si stoupne za jízdy a poslouchají píseň, které říkají „Píseň z tunelu“.
Během Vánoc skupina zorganizuje hru na tajného Santu. Ačkoliv Sam není Charlieův tajný Santa, tak mu daruje psací stroj. Když se spolu baví o vztazích, tak Charlie přiznává, že ještě nikdy nebyl políben. Sam prozrazuje, že svou první pusu dostala od tátova šéfa, když jí bylo jedenáct let a dodá, že chce aby Charlieho první polibek byl od někoho, kdo ho miluje a vzápětí Charlieho políbí.
Sam, Patrick a jejich přátelé hrají v místním uvedení muzikálu The Rocky Horror Picture Show. Když není přítomen přítel Sam, tak je Charlie požádán, aby zahrál jeho roli. Ohromí Mary Elizabeth, jednu z jejich přátel a ta ho požádá, jestli by si s ní zatančil na školním plese. Po plese Mary Elizabeth bere Charlieho k sobě domů a zde se políbí. Prohlašuje, že je ráda, že právě on je její přítel.
Mary Elizabeth dominuje vztahu a Charlie je z ní stále více a více podrážděný. Na večírku se rozejdou během hry Pravda nebo odvaha, když Charlie bezmyšlenkovitě políbí Sam poté, co je mu zadán úkol, aby políbil nejkrásnější dívku v místnosti. Sam je na Charlieho rozzuřená. Charlie se vrátí k Patrickovi, a ten mu řekne, aby se držel dál do té doby, než se situace uklidní. Charlie vidí flashbacky smrti své tety Helen, která zemřela při autonehodě, když mu bylo sedm let.
Patrick se rozejde s Bradem poté, co je Bradův otec společně uvidí a za to Brada zbije přímo před Patrickovýma očima. Ve školní jídelně řekne Brad Patrickovi „buzno“, protože Brad nechce, aby jeho přátelé věděli, že je gay. Patrick zaútočí na Brada, ale Bradovi kamarádi ho zmlátí. Charlie zasáhne, zaútočí na Bradovi přátele, ale ztrácí vědomí. Když zase přijde k sobě, zjistí, že má pohmožděné klouby a kluci se svíjejí na podlaze v bolestech. Charlie pomůže Patrickovi vstát a varuje Brada slovy: „Dotkneš se ještě jednou mých přátel a zabiju tě“. Patrick, Sam a Charlie se usmiřují. Patrick bere Charlieho do parku a popisuje mu, jak se stal svědkem toho, jak Bradův otec svého syna zbil, když zjistil pravdu o něm a Patrickovi. Patrick poté řekne své přání, aby mohl potkat milého kluka a políbí Charlieho, ale vzápětí se mu za to omlouvá. Obejme ho a Charlie objetí opětuje.
Sam dostane dopis, ve kterém je, že je přijata na Pensylvánskou státní univerzitu, že ale musí ihned odjet kvůli letnímu úvodnímu programu. Sam se rozchází s Craigem, jejím dosavadním přítelem, když zjistí, že ji celou dobu podváděl. Noc před odjezdem pozve Sam Charlieho do svého pokoje a zeptá se ho: „Proč já i ostatní, co miluji, si vybíráme lidi, kteří s námi špatně zacházejí“, na což jí odpoví slovy: „Přijímáme takovou lásku, kterou si myslíme, že si zasloužíme“. Po několika přiznáních se políbí. Když se Sam začne dotýkat Charlieho stehna, tak se odtáhne pryč. Následující ráno se Charlie loučí se Sam i Patrickem. Charlie je zanechán emocionálně otřesen, protože tato událost spustila jeho vzpomínky z dětství.
Charlie vchází do prázdného domu a vidí několik flashbacků s tetou Helen a její smrtí. Charlie volá své sestře a viní se za smrt své tety. Jeho sestra se domnívá, že Charlie chce spáchat sebevraždu a zavolá na policii. Charlie omdlí, když policie vyrazí dveře a probouzí se až v nemocnici. Doktorka Burton, nemocniční psychiatrička, řekne rodičům Charlieho, že jeho teta ho sexuálně zneužívala. Charlie tyto vzpomínky potlačil, protože ji miloval.
Charlie podstoupí terapii s doktorkou Burton, uzdraví se a vrací se domů, kde ho navštíví Sam a Patrick. Sam mu vysvětluje, jaký je život na koleji a řekne mu, že zjistila jméno písně z tunelu — je to píseň „Heroes“ od Davida Bowieho. Tato trojice opět vjíždí do tunelu, kde Charlie znovu políbí Sam a za jízdy si stoupne. Charlie si uvědomí, že se v této chvíli cítí naživu a zvolá: „Jsme nekoneční“.

## Filmová adaptace
Hlavní článek : Charlieho malá tajemství
Film měl premiéru 8. září 2012 na  Mezinárodním filmové festivalu v Torontu  a byl uveden do kin ve Spojených státech společností Summit Entertainment 21. září. 

### Obsazení
- Charlie - Logan Lerman
- Sam - Emma Watsonová
- Patrick - Ezra Miller
- Candace (Charlieho sestra) - Nina Dobrev
- Brad - Johnny Simmons
- Mary Elizabeth - Mae Whitman
- Pan Anderson - Paul Rudd

### Přijetí
Přijetí filmu bylo vcelku kladné na Metacritic   obdržel film „obecně příznivé recenze“ s průměrem 67 ze 100 na základě 36 recenzí kritiků. Rotten Tomatoes  bylo dáno filmu 86% na základě 153 recenzí. 
Celosvětově film vydělal přes 33 milionů dolarů  z produkčního rozpočtu 13 milionů dolarů.